# Tautvilas Kęstutaitis
Tautvilas o Tatwil (tra il 1352 e il 1355 – settembre 1390) era uno dei figli di Kęstutis, granduca di Lituania nel 1381-1382: fu un forte sostenitore di suo fratello Vitoldo il Grande nelle sue lotte contro il cugino Jogaila.

## Biografia
Nel 1380, Jogaila firmò il trattato segreto di Dovydiškės con i cavalieri teutonici contro Kęstutis. Tale evento scatenò una guerra civile e Kęstutis e suo figlio Vitoldo furono catturati e tenuti prigionieri nel castello di Krėva. Nel 1382 Kęstutis morì in circostanze sospette, mentre Vitoldo riuscì a scappare e cercò alleati tra l'Ordine teutonico. Nello stesso periodo Jogaila bandì Tautvilas da Navahrudak che lui e suo fratello Vaidotas stavano amministrando: fu per tale motivo che Tautvilas si unì quindi alla lotta avviata da suo fratello Vitoldo. Durante la sua visita nello Stato monastico, fu battezzato come Kondrat il 21 ottobre 1383. Nel 1384 Vitoldo e Jogaila si riconciliarono e la guerra civile terminò.
Quando Jogaila firmò l'Unione di Krewo e divenne re di Polonia, lasciò il suo impopolare fratello Skirgaila in sua vece in Lituania. Vitoldo intravide un'opportunità di guadagnare ulteriormente potere e avviò la guerra civile lituana (1389-1392). La sua prima campagna militare contro Vilnius non ebbe successo e dovette rivolgersi per la seconda volta ai cavalieri teutonici. Tautvilas lo raggiunse di nuovo e Le forze congiunte di Vitoldo e dei crociati attaccarono Vilnius nel settembre 1390: secondo le cronache di Wigand di Marburgo, Tautvilas fu ucciso mentre cercava di espugnare il Castello storto.

## Ascendenza
|                       |   |       | Genitori       |  |  | Nonni     |  |  | Bisnonni |  |
|                       |   |       |                |  |  | Gediminas |  |  | Butvydas |  |
|                       |   |       |                |  |  | Gediminas |  |  | Butvydas |  |
|                       |   | …     |                |  |  | Gediminas |  |  |          |  |
| Kęstutis              |   |       |                |  |  | Gediminas |  |  |          |  |
|                       |   | Jewna | Ivan di Polack |  |  |           |  |  |          |  |
|                       |   | Jewna | Ivan di Polack |  |  |           |  |  |          |  |
|                       |   | Jewna | …              |  |  |           |  |  |          |  |
| Tautvilas Ketustaitis |   | Jewna |                |  |  |           |  |  |          |  |
|                       | … | …     |                |  |  |           |  |  |          |  |
|                       | … | …     |                |  |  |           |  |  |          |  |
|                       | … | …     |                |  |  |           |  |  |          |  |
| Birutė                | … |       |                |  |  |           |  |  |          |  |
|                       |   | …     | …              |  |  |           |  |  |          |  |
|                       |   | …     | …              |  |  |           |  |  |          |  |
|                       |   | …     | …              |  |  |           |  |  |          |  |
|                       |   | …     |                |  |  |           |  |  |          |  |